# トキオ 〜東京都第24区〜
トキオ〜東京都第24区〜ジャンルはシミュレーションゲーム。開発、販売はアートディンク。プラットフォームはPC-98、FM-TOWNS、Windows 98。1995年6月30日発売。Windows 98版 2000年9月29日発売。2018年4月6日より、PC-9801版がプロジェクトEGGにて配信開始。

## 概要
都市運営シミュレーションゲーム。プレイヤーはシリンダー型スペースコロニーである架空の東京都の第24番目の特別区「トキオ区」の区長をまかされ、公共施設の建設、条例、スペースシャトルの配備など都市運営を行う。できたばかりのトキオ区には、2000人くらいの人しか住んでいない。このトキオを開発し、地球から人を集め、立派な町に育てるのがプレイヤーの目標となる。町が小さなうちは住民が少ないので細かな所にも目が行き届くが、開発が進み、住民が増えてくるにつれて住民の要望も多くなる。
トキオ区では4年に1度、区長選挙が行われる。50%以上の支持率を維持できないと選挙には勝てない。そして選挙に負けるとゲームオーバーとなる。
アートディンクのお家芸とも言える都市運営系シミュレーションゲーム。設定が架空のコロニーであったりと、ややコミカルなイメージがあるが、操作系統や設定しなければならない項目は非常に多く、万世帯にも及ぶ住人一人一人に電話で意見を聞くことができたり(パターンも当時としては極めて多い上にPC-98版は媒体がフロッピーディスクでありながらフルボイスを実現している)、運営状況や財政が悪くなると住人からのリコールも存在するシビアな面もある。
自社他社含めそれ以前の行政シミュレーションや都市開発シミュレーションと大きく異なるのは、宇宙空間に用意されたスペースコロニーという、SFやアニメでこそお馴染みではあるがこのジャンルのゲームとしては新奇な設定により、重力や大気の状態管理、人工的な気象変化の設定、地球間および月間との航行ダイヤ、果てはコロニー外面に置く対地球用の看板公告テナント関連といった奇抜で様々な設定要素が存在することである。また、こうした技術開発を推進させるための研究機関支援なども行える。
続編として『トキオ2』も存在する。

## 補足
本作は舞台こそ宇宙、東京都特別区（東京都区部）に属する地区ではあるが、アートディンクは、特にこの当時、本社所在地である千葉県を意識した要素を付加する点が顕著に見られた。
1. トキオ区のテレビ放送チャンネルが46チャンネルに設定されていた。46チャンネルとは千葉テレビの地上波UHF放送、アナログ親局のものと同じである。
2. 当時店頭向けに刊行された新聞を模したチラシおよびゲーム内広告に出てくる「稲毛屋の六角もなか」の「稲毛」は当時アートディンクが稲毛海岸駅に拠点があったことによる。
3. 9月に再生される演歌調の曲「幕張恋しぐれ」の「幕張」はその後アートディンクが拠点として構えた幕張新都心エリアからきている。

NECパソコンフェアで 「A列車で行こう4」が発表された際、同時にトキオブースが併設され、その際「トキオ区民になろう」キャンペーンが展開された。住民票を模した応募用紙に名前を書いて応募すると「本作の電話帳に掲載される」というものだった。実際には本作の「電話」機能で住民に電話する際、採用者の名字と名前の組み合わせをランダムで生成し、「住民」として登場させていた。
また本作はコロニーの内面に町を作る、という点をコンセプトとし開発が行なわれたという。